# Les Maillys
Les Maillys település Franciaországban, Côte-d’Or megyében. Lakosainak száma 797 fő (2022. január 1.). Les Maillys Pont, Laperrière-sur-Saône, Saint-Seine-en-Bâche, Saint-Symphorien-sur-Saône, Tillenay, Trouhans, Auxonne, Champdôtre, Échenon, Flagey-lès-Auxonne és Labergement-lès-Auxonne községekkel határos.

## Népesség
A település népességének változása:
| Lakosok száma | 709  | 774  | 739  | 813  | 875  | 856  | 820  | 808  | 804  | 797  |
|               | 1968 | 1982 | 1990 | 2006 | 2013 | 2015 | 2017 | 2019 | 2020 | 2022 |